# Corsia wiakabui
Corsia wiakabui är en enhjärtbladig växtart som först beskrevs av W.N.Takeuchi och Pipoly, och fick sitt nu gällande namn av David Lloyd Jones och Bruce Gray. Corsia wiakabui ingår i släktet Corsia och familjen Corsiaceae. Inga underarter finns listade.